# Taiwa, Miyagi
Taiwa (japanska: 大和町?, Taiwa-machi)) är en landskommun (köping) i Miyagi prefektur i Japan.  